# هانس لانگرایس
هانس لانگرایس (هلندی: Hans Langerijs؛ زادهٔ ۱۴ ژانویهٔ ۱۹۵۳) دوچرخه‌سوار اهل هلند است.